# OSI (band)
 For alternative betydninger, se OSI. (Se også artikler, som begynder med OSI)
OSI er en amerikansk progressiv, eksperimenterende supermusikgruppe dannet af Fates Warning-guitarist Jim Matheos i 2003. Navnet henviser til det kortlivede amerikanske agentur Office of Strategic Influence som blev etableret kort efter 11. september for at fremme pro-amerikansk propaganda i medierne både inden- og udenrigs, blandt andet.

## Medlemmer
- Jim Matheos (Fates Warning) – guitar
- Kevin Moore (Chroma Key) – vokal, keyboards

### Gæstemusikere
- Mike Portnoy (Dream Theater) – trommer
- Gavin Harrison (Porcupine Tree) – trommer
- Sean Malone (Gordian Knot, Cynic) – bas, Chapman Stick på Office of Strategic Influence
- Joey Vera (Fates Warning) – bas på Free
- Steven Wilson (Porcupine Tree, No-Man, Blackfield, Bass Communion, IEM,) – vokal på sporet "shutDOWN" på Office of Strategic Influence

## Diskografi

### Studiealbum
- 2003: Office of Strategic Influence
- 2006: Free
- 2009: Blood
- 2012: Fire Make Thunder

### Ep'er
- 2006: re:free